# Garay (apellido)
El apellido Garay (en español) o Garai (en vasco) es un apellido español de origen vasco, que pasó a Hispanoamérica. También existe un apellido toponímico homónimo en Hungría. 

## Los Garay de la Europa Central
En la Europa Central el apellido de origen toponímico Garai, Garay o Gorjanski es un apellido de origen magiar (húngaro) que significa originario de Gara y dio nombre a una familia noble en el Reino de Hungría, una rama del clan de Dorozsma (Duružmić), con los miembros notables en los siglos XIV y XV. Administró las regiones meridionales del llamado reino de San Esteban, por lo que es frecuente encontrar escrito este apellido con grafía eslava. Varios miembros de la familia ocuparon el cargo de Nádor de Hungría, la figura más poderosa después del rey. Igualmente por vía de matrimonio quedaron emparentados con la familia del rey Segismundo de Hungría (también posterior rey de Bohemia y Emperador Germánico).
Entre los miembros más notables de esta familia se hallan:
- Nicolás Garai, noble húngaro del siglo XIV. Nádor de Hungría (1366-1434).
- Nicolás Garai el joven, noble húngaro del siglo XV. Nádor de Hungría (1402-1433).
- Ladislao Garai, noble húngaro del siglo XV. Nádor de Hungría (1447–1458).

## Los Garay de España
En la península ibérica el apellido Garay o Garai es de origen vasco, de la villa de Sopuerta (Vizcaya), y apareció en Tolosa (Guipúzcoa) a partir de 1346. Se trata de una palabra de uso común en euskera, utilizada como adjetivo ('Alto') o como sustantivo ('Altura', Alto de montana', 'Eminencia', 'Cerro', 'Otero'). Así mismo, posee la significación de 'Hórreo'. En Vizcaya esta el pueblo de Garay en la comarca del  duranguesado.
- Joaquín Fernando Garay introductor del cultivo de la patata en España (denominado el Parmentier español).

- Blasco de Garay científico e inventor del siglo XVI que ensayó, entre otros ingenios, la aplicación de ruedas motrices para impulsar buques. D. Tomás González Hernández (archivero de Simancas) le atribuyó en 1825 la realización de las primeras pruebas de máquina de vapor aplicada a la navegación en el año 1543 durante la quinta y última experiencia en el puerto de Barcelona, el 17 de junio de 1543.

## Hispanoamérica
El apellido Garay en Colombia se puede encontrar en ciudades como Barranquilla, Cartagena y Santa Marta. Se cree que en Colombia proviene de Francisco de Garay, el cual fue un conquistador español.
En Perú existe el apellido Garay y el apellido Vergaray.
En Chile se encuentran familias Garay, aunque son muy pocas.
En Nicaragua llegan los Garay en 1760 desde Granada, habiendo una tendencia a las familias numerosas y linajes independientes. Esto representa que en Granada están censados un 0.45 % de los habitantes con el apellido Garay de España.
El apellido Garay en México es conocido casi en todos los estados de la República Mexicana, habiendo una tendencia a las familias numerosas y linajes independientes.

## Ramas
Una rama de la Casa de Garay tuvo su casa solar en verbel. Otra rama se estableció en Amorebieta, donde fundó una casa de nombre "Garay-verbel". Otra casa hubo en Etxano. Otra rama tuvo casas solares en Berriz, Abadiano y Sopuerta, en el partido judicial de Valmaseda, de donde pasó a Castilla e Indias. Con posterioridad, pasó a otros puntos de la geografía española, radicando por ejemplo en Tudela, provincia de Navarra, y Aragón. Una rama pasó a México, siendo descendiente de ella, Antonio Garay, nacido en Veracruz, que llegó a ser Ministro de Hacienda, lo que le reportó unas retribuciones muy importantes. Fue quien se benefició de la construcción de varias líneas de ferrocarril, tras el fracaso de Francisco Arrillaga y otras concesionarias. Sus negocios más prosperos fueron los textiles, con su fábrica en La Magdalena, una de las mejores equipadas de México.

## Escudos
- Vasco de la villa de Sopuerta, en el partido judicial de Valmaseda (Vizcaya), de donde pasó a Castilla e Indias. Trae por armas: De gules, un prado cercado con palos de oro, entretejido con espigas de sinople y oro, y dentro de la empalizada un ciervo de oro con la cabeza vuelta a la izquierda, mirando a un águila de sable posada en su lomo y picándole en el lazo izquierdo del cuello, del que mana sangre.

- Los de Bilbao traen: Partido, 1.º de plata, una banda de gules cargada de una flor de lis de oro, acompañada en lo bajo de un árbol de sinople y un jabalí de gules atravesado al tronco; y 2.º de plata, cinco rosas de gules puestas en sotuer.

- Otros de Vizcaya traen: De gules, un roble al natural y dos leones de oro empinados a su tronco, uno a cada lado.

- Los de Gerrikaitz traen: Escudo partido, 1.º de gules, ocho estrellas de plata; y 2.º de sinople, un hórreo de oro.

- Los de Amorebieta traen: De azur, una cruz llana de plata sobre ondas de agua de plata y azur. (Esta rama fundó en Amorebieta una casa de nombre "Garay-Zubiaur".

- Los de Tudela traen: De gules, un león rampante de oro que lleva en su garra diestra una bandera de plata. (los Garay en esa ciudad del sur de Navarra (en euskera Nafarroa) son citados en el siglo XIII muy anteriores a los otros linajes Garay diseminados por Vizcaya, Guipúzcoa y Álava, y son reconocidos por los reyes de Navarra y Aragón Jaime I el Conquistador y Alfonso X de Castilla con distintas mercedes, como posesiones en la ciudad de Lorca, por haber ayudado en hechos de guerra. García de Garay, con otros tres hermanos, vino de Tudela (Navarra) a la lucha entre los rebeldes del Reino de Murcia. Talaron los sembrados todo aquel Reino de Murcia, acciones que permitió pacificaron aquellas tierras. Este linaje probó su nobleza en las Órdenes de Santiago en 1626 y 1629; y en la de Carlos III en los años 1794, 1817 y 1829.)

- Los de Aragón traen: De oro lleno, con el jefe de azur. Bordura de gules con ocho aspas de oro. Linaje de infanzones aragoneses, radicados desde antiguo en La Almunia de Doña Godina y documentada desde 1626, según expediente de la Real Audiencia de Aragón.

- Los de Echano (en euskera: Etxano): en campo de plata, un roble de sinople con un lobo de sable pasante al pie de su tronco, partido de gules, con una cruz llana de plata.

- Los de Berriz y Abadiano: en campo de plata, una encina de sinople, frutado de oro, con un lobo de sable pasante al pie de su tronco y cebado de un cordero de gules. Bordura cosida de plata cargada de ocho sotueres de gules.

Una Linaje de la Casa de Garay en Aramayona, está contenido en las Grandezas de España.